# Перевозников, Александр Дмитриевич
Александр Дмитриевич Перевозников (род. 14. 02.1948) — белорусский шашечный композитор. Мастер спорта Беларуси по шашкам (композиция). В составе сборной Белоруссии победил в международном матче «Кубок вызова»
Проживает в г. Рогачёв (Гомельская область).

## Биография
Родился и вырос в семье Дмитрия Афанасьевича Перевозникова и Марии Александровны Перевозниковой (Фоминой) в деревне Отор Чечерского района, у которых было три сына и одна дочь. В 1963 году Александр окончил Оторскую 8-летнюю школу, затем, с 1963 по 1965 гг., продолжил учебу в Чечерской средней школе № 1. После её окончания переехал на Донбасс, в городок Вахрушев Ворошиловградской области, где за два года с отличием окончил ПТУ-90 по профессии «электрослесарь участка шахты». Трудился в одной из шахт Новодонецкого. В этом городе Александр Перевозников занимался футболом, шахматами и шашками, а в местном аэроклубе — парашютным спортом. По всем этим видам спорта он имел спортивные разряды. В эти годы любимыми авторами книг были Виктор Гюго, Жорж Санд, Стефан Цвейг, Марина Цветаева. Из Украинской ССР в 1967 г. призвали служить в Советскую Армию, на Кавказ — командиром отделения в роте спецсвязи в г. Ахалцихе (Грузинская ССР).
После демобилизации Александр Перевозников вернулся в Белоруссию. В Гомеле Александр познакомился с будущей супругой Валентиной, они поженились в 1971 году, родив и воспитав дочерей Елену и Татьяну.
В областном центре Александр поступил в Гомельский машиностроительный техникум и окончил его в 1973 г. по профессии «техник-механик».
Супруги вместе в 1973 году переехали в город Рогачёв, где глава семьи трудоустроился на новый завод «Диапроектор». Александр тридцать шесть лет проработал на заводе, откуда он и ушёл на заслуженный отдых.
В 2001 году в газете «Советская Белоруссия» Александр Перевозников увидел шашечную позицию, которую, по его воспоминаниям, «сначала, без всякого интереса, воспринимал просто как задачу на проверку логики — смогу решить или нет? Решил, и захотелось самому сделать что-то похожее — настолько впечатлила красота исполнения».
02.02.2002 г. в газете «Советская Белоруссия» была опубликована первая композиция А. Д. Перевозникова.
В 2003 году дебютировал на чемпионате Белоруссии по композиции, где, по признанию рогачёвского композитора" в графе набранных мной очков красовалась единица. Она и стала определяющей, будь там одни нули я бы, наверное, бросил составлять".
В 2007 году республиканская газета «Рэспубліка» в выпуске от 17 августа рассказала о шашечном композиторе:
« работает на заводе „Диапроектор“, кандидат в мастера спорта. Досуг проводит за шашечной доской. Находит новые построения, новые комбинации» и представила его 4 произведения
В 2008 году «Народная газета» в выпуске за 30 мая опубликовала микро-рецензию А. Д. Перевозникова: "Отрадно, что возобновилась рубрика «Шашки». Лично меня она привлекла необычной подачей заданий и их интеллектуальность — и настолько, что я и мой друг Владимир Сапежинский стали подписчиками «Народной газеты»
Выйдя на пенсию, стал активно участвовать в национальных и международных соревнованиях по шашечной композиции, неоднократно становясь призёром и войдя в сборную Белоруссии.
— 16-й Республиканский конкурс, 2005 г. — 4-е место (П-64), 3-е место (М-64);
— 18-й Республиканский конкурс, 2006 г. — 1-е место (М-64);
— XIV чемпионат Белоруссии по шашечной композиции 2007 г. (Первый этап. Шашки-64) — 5-е место (М-64), 10 место П-64
— 14-й чемпионат Белоруссии и чемпионат Минской обл., 2007 г. — 5-е места (М-64) в обоих чемпионатах;
— «Кубок Вызова», 2009 г. — 4-е место (П-64);
— 11-й чемпионат Новополоцка, 2010 г. — 2-е место (П-64);
— 16-й чемпионат Белоруссии, 2011 г. — 5-е место (П-64).
— Первый личный чемпионат мира по проблемам в русские шашки (64-PWCP-I) — 25 место.
— 17-й чемпионат Белоруссии по композиции (шашки 64), 2014 год: 8 место (П-64), 9 место (М-64) 10 место (Дамочные проблемы-64)
Вышедшее в 2014 году в районной газете статье про известного земляка была дана такая характеристика: «Имя Александра Перевозникова появилось на сайтах различных стран, в печатных периодических изданиях Белоруссии и Литвы. Он стал героем и многих книг. Его шашечные композиции стали образцовым примером как для начинающих шахматистов-любителей, так и для профессиональных игроков…
Александр Перевозников — единственный мастер [по композиции] в Гомельской области».